# Валь, Виктор Вильгельмович
Ви́ктор Вильге́льмович фон Ва́ль (нем. Viktor Karl Konrad Wilhelm von Wahl; 17 (29) июля 1840 — 7 (20) февраля 1915, Петроград) — русский государственный деятель, генерал от кавалерии (1904), член Государственного совета Российской империи (1904).
Губернатор Гродненской (1878—1879), Харьковской (1879—1880), Витебской (1880—1884), Подольской (1884—1885), Волынской (1885—1889), Курской (1889—1892) и Виленской губерний (1901—1902), Санкт-Петербургский градоначальник (1892—1895), товарищ министра внутренних дел и командир Отдельного корпуса жандармов (1902—1904).

## Биография

### Семья
Выходец из остзейских дворян, лютеранского вероисповедания.
Был женат на Елизавете Георгиевне де Синклер (1852—1941). От этого брака у них была дочь Надежда (замужем за А. Н. Мясоедовым) и сын Вильгельм (1880—1944) — полковник императорской армии.

### Служба
Учился в Николаевском инженерном училище в Санкт-Петербурге, которое окончил в 1859 году. 16 (28) января 1859 года в звании инженер-прапорщика остался слушателем в Инженерной академии, из которой был отчислен через год за участие в протесте студентов против придирок преподавателей к одному из слушателей.
С 9 (21) марта 1861 по 8 (20) сентября 1861 года служил в 1-м сапёрном батальоне в Гура-Кальварии, затем с 8 (20) сентября 1861 по 30 августа (11 сентября) 1867 года — в Смоленском уланском полку на территории Королевства Польского.
С 19 (31) марта 1863 по 9 (21) марта 1873 года, в период подавления восстания 1863—1864 годов — адъютант генерала Ф. Ф. Берга (прикомандирован 19 (31) марта 1863). 3 (15) апреля 1863 года участвовал в бою при деревне Вульке-Плещанская с отрядом Крысинского. В одном из сражений 7 (19) сентября 1863 года был легко контужен гранатой в левую ногу (при покушении на командующего войсками Варшавского военного округа графа Ф. Ф. Берга). 20 декабря 1863 (1 января 1864) года участвовал в бою при деревне Оземкувке с отрядом П. Косы, участвовал в боях 7 (19) января 1864 года при деревне Едлянка с отрядом В. А. Врублевского, 8 (20) января 1864 года — при деревне Бржестовка с отрядом Качинского, 3 (15) февраля 1864 года — при деревне Липы с отрядом П. Гонсовского, в тот же день с двадцатью казаками без боя взял в плен шестьдесят повстанцев, собравшихся в деревне Подол; затем в отряде полковника А. П. Кульгачёва участвовал в боях 24 февраля (7 марта) 1864 года в лесах Опоченского уезда против отряда Малиновского и 5 (17) марта 1864 года — при деревне Сююбы против отряда Сорка. За боевые заслуги произведён в ротмистры. С марта 1865 года состоял также чиновником особых поручений при генерал-полицмейстере Королевства Польского. С 9 (21) марта 1873 по 25 февраля (8 марта) 1876 года в звании полковника особых поручений состоял при главнокомандующем войсками Варшавского военного округа. В 1874 году был назначен флигель-адъютантом.
С 1876 года причислен к Министерству внутренних дел, с 1876 по 1878 год исполнял должность ярославского вице-губернатора. Указом Александра II от 4 (16) июня 1878 года числящийся в гвардейской кавалерии полковник Валь был назначен исполняющим должность гродненского губернатора с сохранением прежних званий. Приказом по военному ведомству от 27 февраля (11 марта) 1879 года назначен харьковским губернатором (1879—1880), затем на должности витебского (1880—1884), подольского (1884—1885), волынского (1885—1889), курского (1889—1892) губернатора. С 15 (27) мая 1883 года — генерал-майор.
В неурожайный 1891 год организовал закупку по низкой цене зерна и его распределение между нуждавшимися сельскими местностями, организовал дешёвые столовые, создал рабочие отряды и направил их в места спроса рабочих рук.
С 1892 по 1895 год служил петербургским градоначальником. В 1894 году наложил запрет на демонстрацию на XXII выставке Товарищества передвижников полотна Николая Ге «Распятие». В силу обстоятельств это распоряжение не было выполнено. Окончательный запрет на экспонирование и репродуцирование полотна на территории Российской империи наложил лично император Александр III во время посещения выставки.

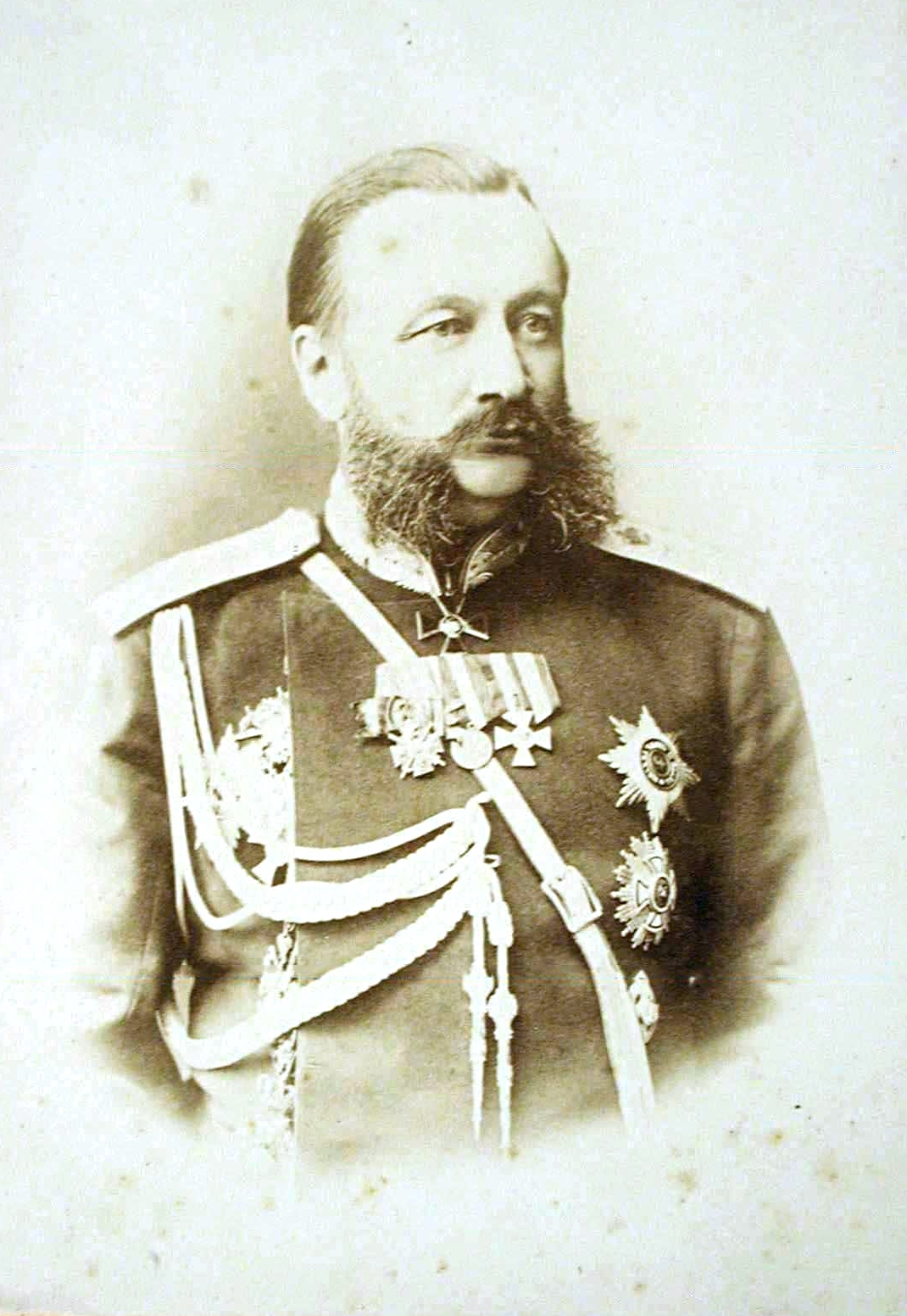
Валь в 1893 году

В 1895 году был назначен почётным опекуном в Опекунский совет Собственной Его Императорского Величества канцелярии по учреждениям императрицы Марии, заведовал Ксенинским институтом в Санкт-Петербурге, на собственные средства учредил детский приют на Петербургской стороне.
В 1901—1902 годах — виленский губернатор. В 1902 году по его приказу была разогнана политическая первомайская демонстрация рабочих, а заключённые в виленскую тюрьму были наказаны розгами. За эти действия В. И. Ленин назвал Валя «разорённым негодяем», а за товарищей поклялся отомстить сапожник Гирш Леккерт. На жизнь Валя было совершено покушение: он получил ранения в руку и ногу. Как писали газеты, «генерал настолько сохранил присутствие духа, что лично задержал преступника». Спустя месяц Леккерт был казнён.
После Вильно был приглашён в Санкт-Петербург, где получил назначение на должность товарища министра внутренних дел В. К. Плеве и командира Отдельного корпуса жандармов. Проявил большую энергию по розыску политических преступников, поощряя систему провокаций.
В январе 1904 года оставил административную деятельность, но состоял членом Государственного совета. В 1912 году продолжал оставаться членом этого совета и вместе с бывшим гродненским губернатором Н. М. Цеймерном являлся почётным опекуном Опекунского совета Учреждений императрицы Марии.
В Петербурге жил на Знаменской ул., 6. Оставил воспоминания и обширный дневник (1870—1914, не опубликован).

## Награды
- Орден Святой Анны 3-й степени с мечами и бантом (04.02.1864)
- Орден Святого Станислава 2-й степени с мечами (13.08.1864)
- Императорская корона к ордену Святого Станислава 2-й степени с мечами (09.01.1869)
- Орден Святой Анны 2-й степени (28.08.1871)
- Орден Святого Владимира 3-й степени (30.08.1877)
- Орден Святого Станислава 1-й степени (08.04.1884)
- Орден Святой Анны 1-й степени (01.01.1888)
- Орден Святого Владимира 2-й степени (21.04.1891)
- Орден Белого орла (06.12.1895)
- Орден Святого Александра Невского (01.04.1901)
- Бриллиантовые знаки к ордену Святого Александра Невского (16.06.1909)
- Орден Святого Владимира 1-й степени (01.01.1914)
- Знак отличия «За поземельное устройство государственных крестьян»
- Медаль «За усмирение польского мятежа»

Иностранные:
- Орден Франца Иосифа, командорский крест (1870, Австро-Венгрия)
- Орден Красного орла 3-й степени (1871, королевство Пруссия)
- орден Короны 2-й степени (1873, королевство Пруссия)
- Орден Железной короны 2-й степени (1874, Австро-Венгрия)
- Орден Вендской короны 2-й степени (1876, великое герцогство Мекленбург-Шверин)
- Орден Князя Даниила I 2-й степени (1883, княжество Черногория)
- Орден Золотой звезды с бриллиантами (1893, Бухарский эмират)
- Орден Спасителя 1-й степени (1895, королевство Греция)
- Орден Заслуг герцога Петра Фридриха Людвига большой крест (1895, великое герцогство Ольденбург)
- Орден Красного орла 1-й степени (1895, королевство Пруссия)
- Орден Железной короны 1-й степени (1895, Австро-Венгрия)
- Орден Даннеброг 1-й степени (1895, королевство Дания)
- Орден Льва и Солнца 1-й степени (1895, Персия)
- Орден Короны Румынии 1-степени (1895, королевство Румыния)
- Орден Таковского креста 1-степени (1895, королевство Сербия)
- Орден Двойного дракона 2-й степени 1-го класса (1896, империя Цин)
- Орден Короны большой крест (1896, королевство Сиам)

## Сочинения
- Наместник в Царстве Польском // журнал «Русская старина». —СПб, 1879. — Т. 20. — С. 703—706
- «Список руководящих деятелей восстания 1863—1864 гг.» (См.: Русско-польские революционные связи 1860-х годов и восстание 1863 года. — М., 1962. — С. 515—539)

## Из воспоминаний современников
- Владимир Иосифович Гурко: «По воспитанию, теориям и идеям он принадлежал к предыдущей эпохе и, разумеется, терпимостью к чужим взглядам не отличался».

## Валь в искусстве
- Расправа над демонстрантами в Вильно и покушение на Валя описывается в полуавтобиографической трилогии Александры Бруштейн «Дорога уходит в даль».
- В 1927 году Белгоскино был снят фильм «Его превосходительство» о покушении на Валя.